# Джефри Чосър
Джефри Чосър (на английски: Geoffrey Chaucer) е английски писател, наричан Баща на английската литература, широко е приеман за най-значимия английски поет на Средновековието и е първият поет, погребан в Ъгъла на поетите в Уестминстърското абатство
Още приживе Чосър се прославя като писател, философ, алхимик и астроном, съставяйки за десетгодишния си син Люис научен трактат за астролабията, като в същото време развива успешна кариера на държавна служба, като чиновник, придворен и дипломат. Сред многото му произведения, включващи „Книга на херцогинята“, „Дом на славата“, „Легенда за добрите жени“ и „Троил и Крисеида“, най-популярен и днес е сборникът „Кентърбърийски разкази“. Чосър изиграва ключова роля за легитимирането на простонародния средноанглийски във време, когато доминиращите литературни езици в Англия са френският и латинският.

## Биография

### Ранни години
Джефри Чосър е роден в Лондон около 1343 година, макар че точната дата и място са неизвестни. Баща му и дядо му са търговци на вино в Лондон, а предходните поколения от рода са търговци в Ипсуич, като фамилното им име идва от френското chausseur („обущар“). В детството си бащата на Джефри, Джон Чосър, е отвлечен от своя леля, която се опитва да го ожени за дъщеря си, и съдейки по голямата глоба от 240 лири, която ѝ е наложена, семейството е добре финансово осигурено. Джон Чосър се жени за майката на Чосър, Агнес Коптън, която през 1349 година получава голямо наследство, включващо 24 магазина в Лондон, от своя чичо Хамо де Коптън, работил като секач на монети в Тауър.
За разлика от други поети от това време, като Уилям Лангланд и Поета на Перлата, сведения за живота на които не са запазени, за Чосър съществува относително богата информация, тъй като през по-голямата част от живота си той заема различни официални длъжности.
Първият документ за живота на Джефри Чосър е от 1357 година, когато със съдействието на баща си е назначен за паж на графинята на Ълстър Елизабет де Бърг. Тя е омъжена за Лайънъл Антверпенски, херцог Кларънс и син на крал Едуард III, и така Чосър в съвсем ранна възраст попада в непосредствена близост до кралския двор, където ще прекара остатъка от живота си.
През 1359 година, в ранните етапи на Стогодишната война, Чосър се включва, заедно с Лайънъл Антверпенски, в английските походи срещу Франция. През 1360 година той е пленен по време на обсадата на Реймс и кралят плаща за освобождаването му откуп от 16 лири, относително голяма сума.

### Начало на служба в кралския двор
Сведенията за живота на Джефри Чосър в първите години след обсадата на Реймс са несигурни. Изглежда той пътува във Франция, Испания и Фландрия, може би като пратеник, а е възможно и да е извършил поклонение в Сантяго де Компостела. Около 1366 година той се жени за Филипа Роет. Тя е дъщеря на рицар от Ено и е придворна дама на кралица Филипа д'Авен, съпруга на Едуард III и дъщеря на графа на Ено Гийом I. Сестрата на Филипа Роет, Катрин, по-късно става трета съпруга на херцога на Ланкастър Джон Гонт.
Не е сигурно колко са децата на Чосър и Филипа Роет, като най-често се говори за три или четири. Синът му, Томас Чосър, има блестяща кариера като главен виночерпец на четирима крале, пратеник във Франция и председател на Камарата на общините. Дъщерята на Томас Чосър, Алис, се жени за херцога на Съфолк Уилям де ла Поул, а нейният внук (праправнук на Джефри Чосър) Джон де ла Поул е определен за наследник на английския трон от крал Ричард III преди самият той да бъде свален от власт.
Другите деца на Чосър вероятно са Елизабет Чоси, монахиня в Баркингското абатство, Агнес, присъствала на коронацията на Хенри IV, и още един син, Люис Чосър.
Изглежда по времето, когато се жени, Чосър учи право в Инър Темпъл. На 20 юни 1367 година става член на кралския двор като вале дьо шамбр, йомен или ескуайър, длъжност, която може да бъде свързана с различни дейности. Съпругата му също получава пенсия като служител на двора.
Чосър продължава често да пътува в чужбина, понякога със служебни задачи. През 1368 година той може би присъства в [Милано] на сватбата на Лайънъл Антверпенски и Виоланте Висконти, дъщеря на Галеацо II. За това събитие там са две други литературни знаменитости на епохата – Жан Фроасар и Франческо Петрарка. Смята се, че по това време Чосър пише „Книга на херцогинята“ („The Book of the Duchess“) в памет на Бланш Ланкастърска, починалата съпруга на Джон Гонт.

### 70-те години
През 1370 година Джефри Чосър участва във военен поход в Пикардия, а през 1373 година посещава Генуа и Флоренция. Някои съвременни изследователи смятат, че по време на това пътуване той се запознава с Франческо Петрарка и Джовани Бокачо, които го запознават с италианската поезия, форми и сюжети от която той ще използва по-късно.
Възможно свидетелство за признанието за литературната дейност на Чосър е наградата, дадена му от крал Едуард III за неуточнени заслуги – „галон вино дневно до края на живота му“. Това е необичайна награда, но е дадена на Гергьовден през 1374 година, когато по традиция се награждават приноси в изкуството, поради което се предполага, че причината за нея е някое ранно поетично произведение. Чосър получава натуралната рента до 18 април 1378 година, когато новият крал Ричард II я преобразува в парична.
На 8 юни 1374 година Джефри Чосър получава важния пост на контрольор на митницата на лондонското пристанище. Той изглежда се справя добре със задълженията си, защото остава на тази служба в продължение на 12 години, необичайно дълъг срок за това време.
През 1377 година Чосър отново пътува с неясна цел, тъй като сведенията в източниците си противоречат. По-късни документи приемат, че тази мисия, в която участва и Жан Фроасар, има за цел уреждането на брак между бъдещия крал Ричард II и френска принцеса, като по този начин се сложи край на Стогодишната война. Ако това е била целта на мисията, тя завършва без успех. През 1378 година Чосър пътува до Милано като пратеник на Ричард II до Висконти и английския кондотиер Джон Хокууд, който е предполагаем прототип на образа на Рицаря от „Кентърбърийски разкази“.

## Творчество
Когато Чосър пише своите „Кентърбърийски разкази“, Бокачо не е вече жив, но неговият „Декамерон“ е стигнал до английския остров и в някои отношения италианският белетрист е оказал влияние върху Чосър. Изцяло обаче по съдържание, художествена образност, типологичност на героите чосъровите разкази са напълно оригинални, с ярко проявена авторова личност, която се опира на народни основи. С голямото разнообразие на героите – селяни, рицари, търговци, съдии, доктори, свещеници, монаси, кръчмари и др., писателят ни представя в голяма ширина тогавашната действителност в Англия. Предшественик на Ренесанса и майстор на стиха, той черпи вдъхновение от френската и италианската поезия.